# Gülruh Hatun
Gülruh Hatun (in turco ottomano : کل رخ خاتون , lett. "viso/guancia di rosa"; ... – Bursa, 3 giugno 1528) nota anche come Gülendam Hatun (کل اندام خاتون, lett. "anima di rosa") era una concubina e una consorte del sultano ottomano Bayezid II.

## Biografia
Le sue origini, nome e data di nascita sono sconosciuti. Entrò nell'harem di Bayezid quando questi era ancora uno Şehzade e governatore di Amasya. Ebbe da lui un figlio, Şehzade Alemşah, e una figlia, Kamerşah Sultan. 
Nel 1490, Gülruh seguì il figlio, a cui era stato assegnato un incarico come governatore, prima a Menteşe e poi, nel 1502, a Manisa. 
Durante il suo governatorato, Alemşah iniziò a comportarsi in maniera dissoluta e a ignorare i consigli della madre, in particolare ignorando le tradizioni religiose, bevendo e controvertendo agli editti del di suo padre, ormai Sultano, preferendo invece la compagnia della sua cerchia personale. Gülruh, profondamente preoccupata per la reazione di Bayezid ai rapporti sul figlio, scrisse ripetutamente al consorte, cercando di discolpare il figlio e di accusare invece l'indebita influenza di sette membri del suo personale, tra cui il suo medico, il suo precettore e il suo tutore, colpevoli a suo dire di allontanare il figlio dalla retta via e di usurpare il suo ruolo di madre. Chiese ripetutamente al sultano di licenziarli, ma i suoi sforzi furono vai e Alemşah morì a causa di complicanze dovute al suo stile di vita. 
Era molto attiva nella filantropia: costruì una moschea e un ostello religioso ad Akhisar, una moschea ad Aydın Güzelhisar e a Duraklı, diversi Hammam, una serie di ostelli e alloggi per pellegrini a Gördes, Demirci, Nazilli, Birgi e Aydın Güzelhisan.
Costretta dalla morte del figlio a ritirarsi a Bursa, morì il 3 giugno 1528 e fu sepolta nella sua türbe nel Külliye di Muradiye. 

## Discendenza
Da Bayezid II, Gülruh ebbe una figlia e un figlio:
- Kamerşah Sultan (Amasya, 1476 - Costantinopoli, 1520), nota anche come Kamer Sultan. Sposò nel 1491 Koca Mustafa Pasha, con cui risiedette a Malkara e dal quale ebbe una figlia, Hundi Hanımsultan, che sposò Mesih Bey; e un figlio, Sultanzade Osman Bey. Rimasta vedova nel 1512, si risposò con Nişancı Kara Davud Pasha. Venne sepolta, insieme a suo figlio, nel mausoleo della madre.
- Şehzade Alemşah (Amasya, 1477 - Manisa, 1502). Governatore di Mentese e Manisa, morì per problematiche legate al suo alcolismo e alla vita sregolata che conduceva. Aveva un figlio, Şehzade Osman Şah (1492 - 1512, giustiziato da Selim I), e due figlie, Ayşe Sultan (sposata con suo cugino Sultanzade Mehmed Celebi, figlio di Fatma Sultan, figlia di Bayezid II) e Fatma Sultan (1493 - 1522, sepolta nel mausoleo di Gülruh Hatun).